# Lennart Stendahl (radioman)
Lennart Rolf Stendahl, född 15 september 1945 i Johannes församling i Stockholm, död 30 oktober 1995 i Vantörs församling i Stockholms län, var en svensk radioman. Hans aska är utspridd i minneslunden på Skogskyrkogården.
Lennart Stendahl var en välkänd röst i Stockholms närradio på 1980-talet. Via Mälardalens Radiosällskap, och nattsändningar på Stockholms Närradio kom han in i närradioverksamheten 1982. Stendahl fick med tiden allt större ansvar för föreningens sändningar som självkörande programledare i veckosändningarna på tisdagar. Han höll också i ett flertal nattsändningar som gick under namnet glappkontakt. Det gick att ringa in till sändningarna och mycket ofta var det debatter om fri radio. Publiken som ringde in var blandad och ämnena kunde handla om det mesta.
Stendahl var en entusiast när det gällde piratradio och rapporterade om och när olika piratradiostationer hade sänt, under pseudonymen Rolf Waltin, en pastisch på radiopejlaren Ulf Altin. Dessa rapporter gjordes under Mälardalens Radiosällskaps sändningar och spelades in med stor innovation, allt för att rösten inte skulle kunna avslöjas. Alla tekniker prövades, allt från att ringa från telefonkiosk, spela in med mikrofon i litermått till att köra rullband på högre hastighet. Även familjemedlemmar fick ställa upp ibland, som fru Stendahl som Viola Waltin.
Lennart Stendahl var med och introducerade Stockholms andra närradiokanal på FM 95,3, hösten 1986, där han införde den s.k. "slingan", en kanal där alla föreningar med sändningsrätt överlät sin sändningstimma mot ett utbyte av en ”reklamspot” för sin verksamhet.
Stendahl började 1989 på Radio Nova i Vagnhärad där han året därpå introducerade det första reklamfinansierade programmet i "modern tid", då helt i strid med gällande lag. 
Stendahl var också entusiastisk samlare av Radio Nord-material och sammanställde 1992, tillsammans med populärmusikhistorikern Eric Hallberg, CD:n "Historien om Radio Nord".

### Fotnoter
1. ↑  Sveriges dödbok 1947–2003, CD-ROM, version 3.0 (Sveriges Släktforskarförbund 2003).